# Putzer- und Marmorgarnelen
Die Putzer- und Marmorgarnelen erhielten ihren Namen, da einige Arten aus dieser Gruppe Fische von Parasiten befreien, andere Arten aus dieser Gruppe haben eine marmorierte Tarnfärbung.  Putzer- und Marmorgarnelen leben in allen tropischen, subtropischen und gemäßigten Weltmeeren, meist in Höhlen, Spalten oder unter Korallenüberhängen.  
Die Garnelen der Gattungen Thor, Saron und Lysmata sind bei Meerwasseraquarianern beliebt, da sie hübsch aussehen und einfach zu halten sind.

## Gattungen
mit ausgewählten Arten
- Bythocaris G. O. Sars, 1870
- Calliasmata Holthuis, 1973
- Caridion Goës, 1863
- Chorismus Bate, 1888
- Eualus Thallwitz, 1892 
  - Eualus gaimardii
- Exhippolysmata Stebbing, 1915
- Heptacarpus Holmes, 1900
- Hetairus
- Hippolysmata
- Hippolyte Leach, 1814
- Latreutes Stimpson, 1860
- Lebbeus White, 1847
- Lysmata Risso, 1816   

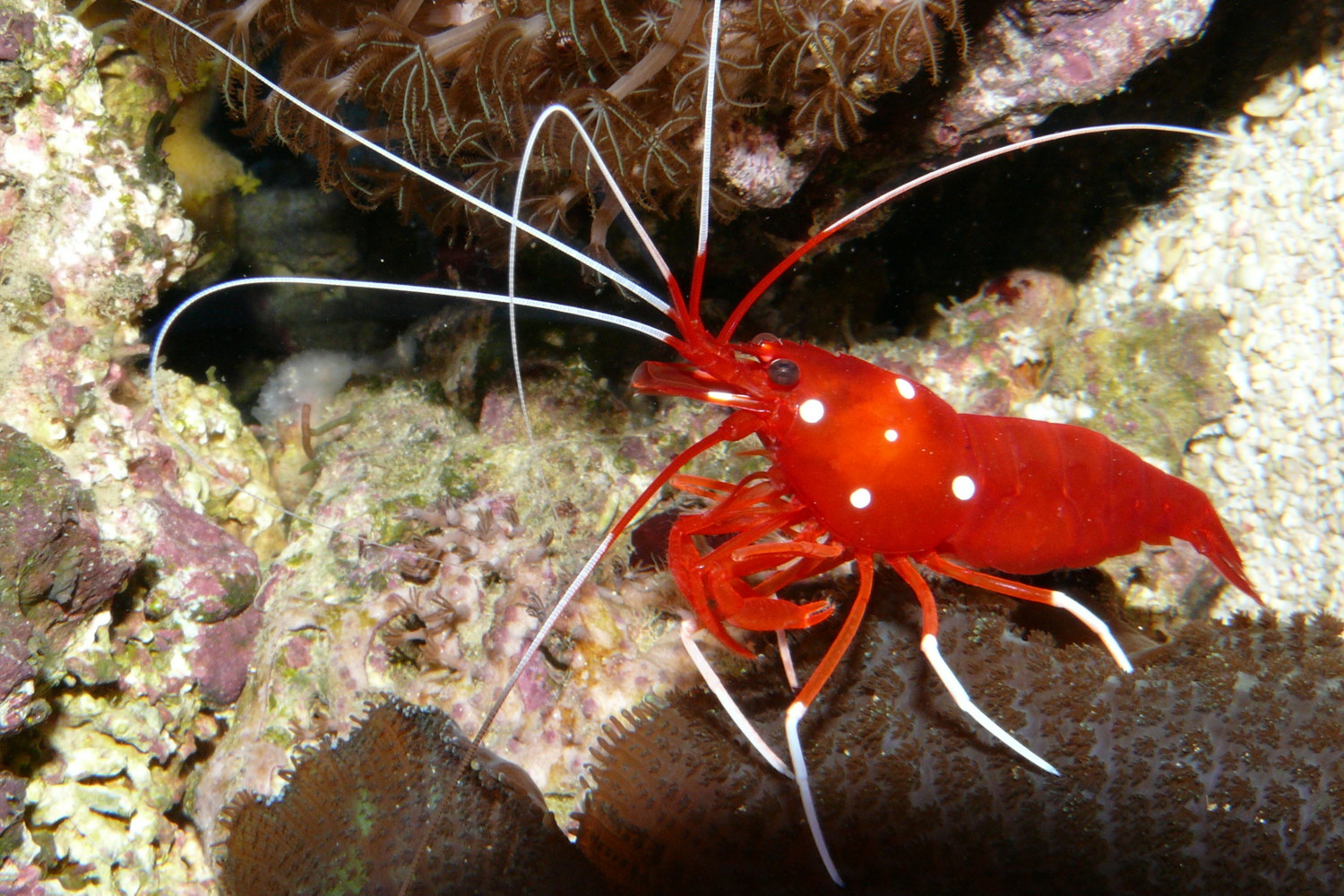
Kardinals-Putzergarnele (Lysmata debelius)

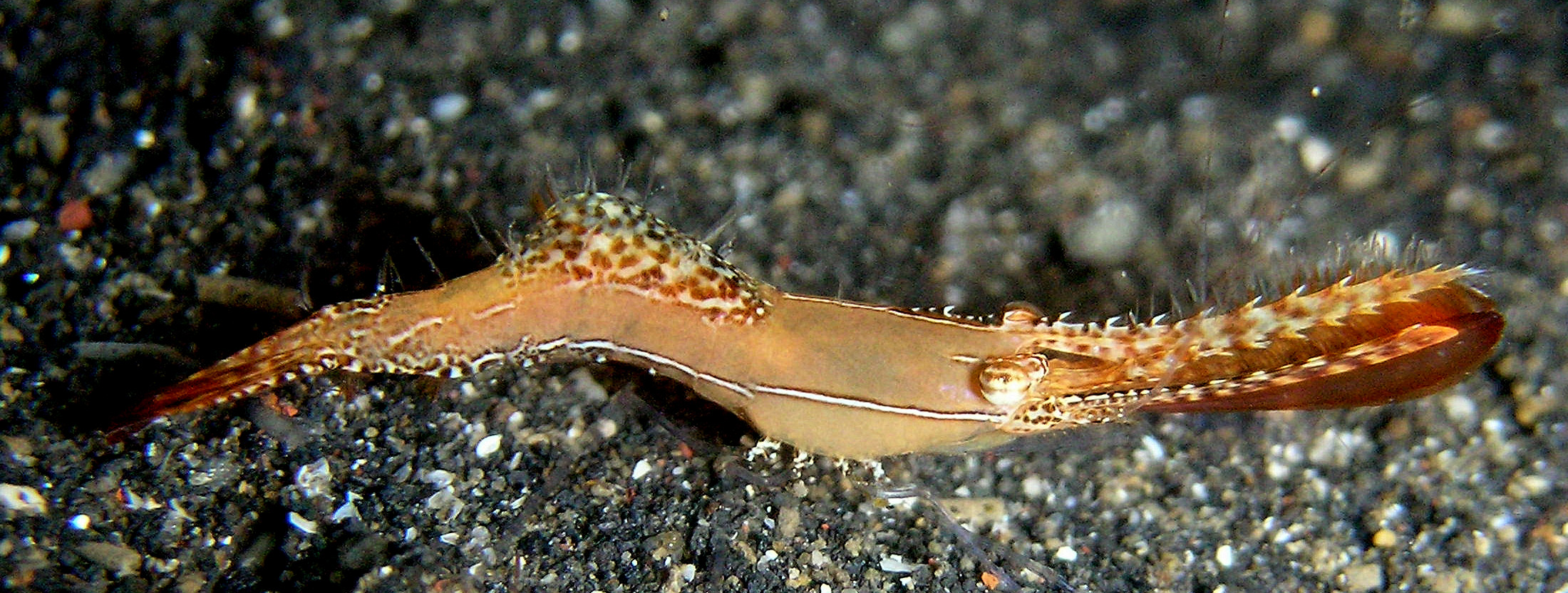
Tozeuma sp.

  - Indopazifische Weißband-Putzergarnele (Lysmata amboinensis)
  - Kardinals-Putzergarnele (Lysmata debelius)
  - Mittelmeer-Putzergarnele (Lysmata seticaudata)
  - Wurdemanns Putzergarnele (Lysmata wurdemanni)
- Lysmatella
  - Lysmatella prima
- Merhippolyte Bate, 1888
- Parhippolyte Borradaile, 1899
- Marmorgarnelen (Saron) Thallwitz, 1891 
  - Gemeine Marmorgarnele (Saron marmoratus)
- Spirontocaris Bate, 1888
- Thinora Bruce, 1998
- Thor Kingsley, 1878   
  - Hohlkreuzgarnele  (Thor amboinensis)
- Thoralus
- Tozeuma Stimpson, 1860
- Trachycaris Calman, 1906